# Fumihiko Maki

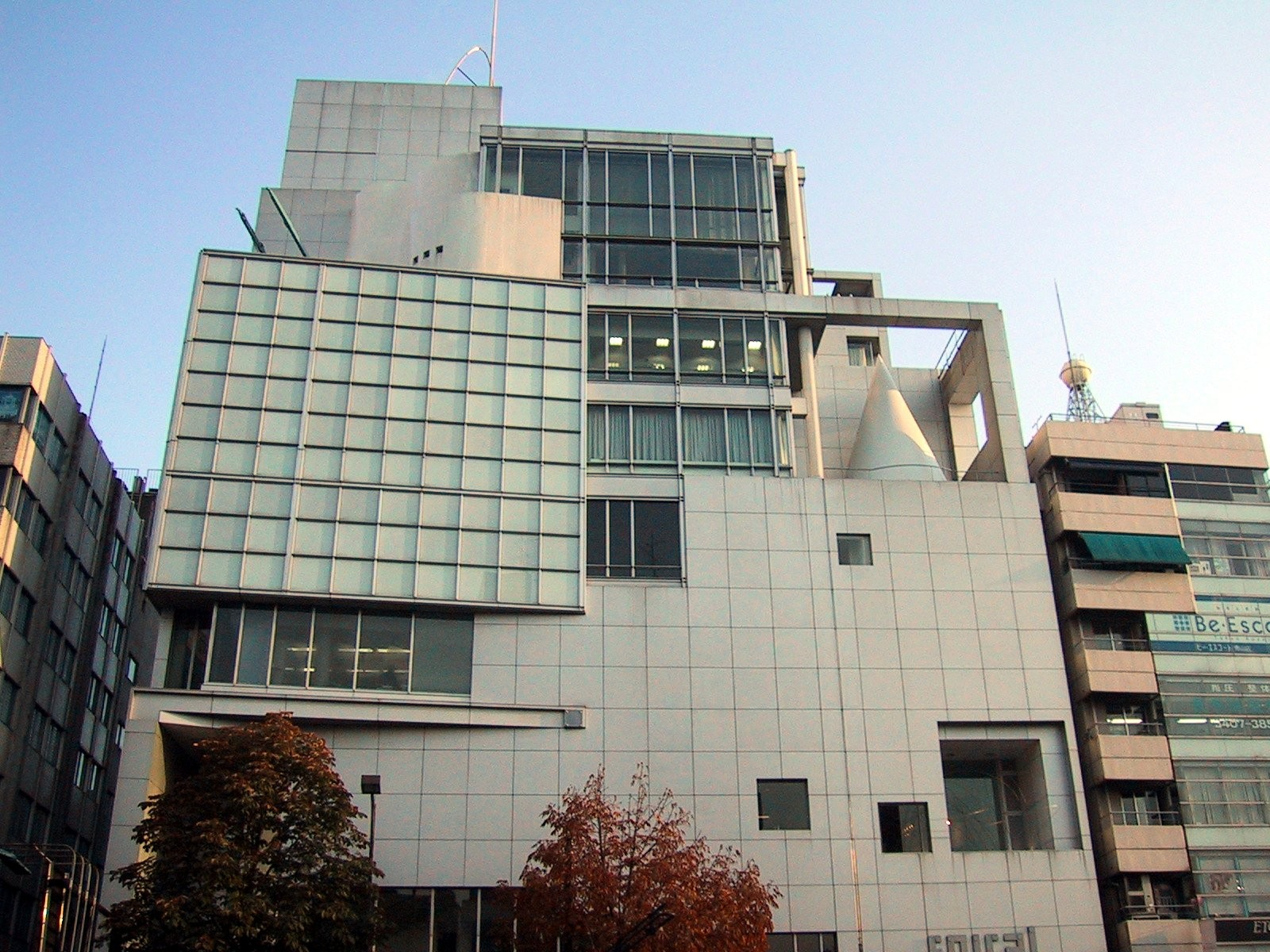
F. Maki: dom w Tokio

Fumihiko Maki (jap. 槇文彦 Maki Fumihiko; ur. 6 września 1928 w Tokio, zm. 6 czerwca 2024) – japoński architekt, laureat Nagrody Pritzkera w 1993 i Nagrody Wolfa w dziedzinie sztuki w 1988.

## Młodość
Maki ukończył studia na Uniwersytecie Tokijskim w 1952, po czym kontynuował edukację w Cranbrook Academy of Art w Bloomfield Hills (1953), a następnie na Harvardzie u Waltera Gropiusa (1954). Pracował w firmie Skidmore, Owings and Merrill w Nowym Jorku i w biurze Sert Jackson and Associates w Cambridge.

## Kariera
Od 1956 do 1965 był profesorem na Harvardzie. W 1960 powrócił do Japonii i działał w grupie Metabolism, a w 1965 założył własne biuro – Maki and Associates. W latach 1979–1989 był profesorem na Wydziale Budownictwa Uniwersytetu Tokijskiego.
Laureat Nagrody Asahi za 1992 rok.

## Główne dzieła
- Memorial Hall Auditorium uniwersytetu w Nagoi, 1960
- sala wykładowa uniwersytetu w Chibie, 1962
- uniwersytet w Tsukubie, 1974
- dom własny w Tokio, 1978
- Narodowe Muzeum Sztuki Współczesnej w Kioto, 1986
- biurowiec Solitaire w Düsseldorfie, 2001
- Yerba Buena Center for the Arts w San Francisco